# Байчунас
Байчуна́с (каз. Байшонас) — колишнє село у складі Макатського району Атирауської області Казахстану. Адміністративний центр та єдиний населений пункт Байчунаського сільського округу.
У радянські часи село мало статус смт.
Населення —  (2021; 1827 у 2009, 1717 у 1999,  у 1989).
Ліквідоване у 2013 році.